# Steven Derounian
Steven Boghos Derounian (ur. 6 kwietnia 1918 w Sofii w Bułgarii, zm. 17 kwietnia 2007 w Austin) – amerykański polityk, członek Partii Republikańskiej.

## Działalność polityczna
W okresie od 3 stycznia 1953 do 3 stycznia 1963 przez pięć kadencji był przedstawicielem 2. okręgu, a następnie do 3 stycznia 1965 przez jedną kadencję przedstawicielem 3. okręgu wyborczego w stanie Nowy Jork w Izbie Reprezentantów Stanów Zjednoczonych.